# Eisenbahnunfall von Holthusen

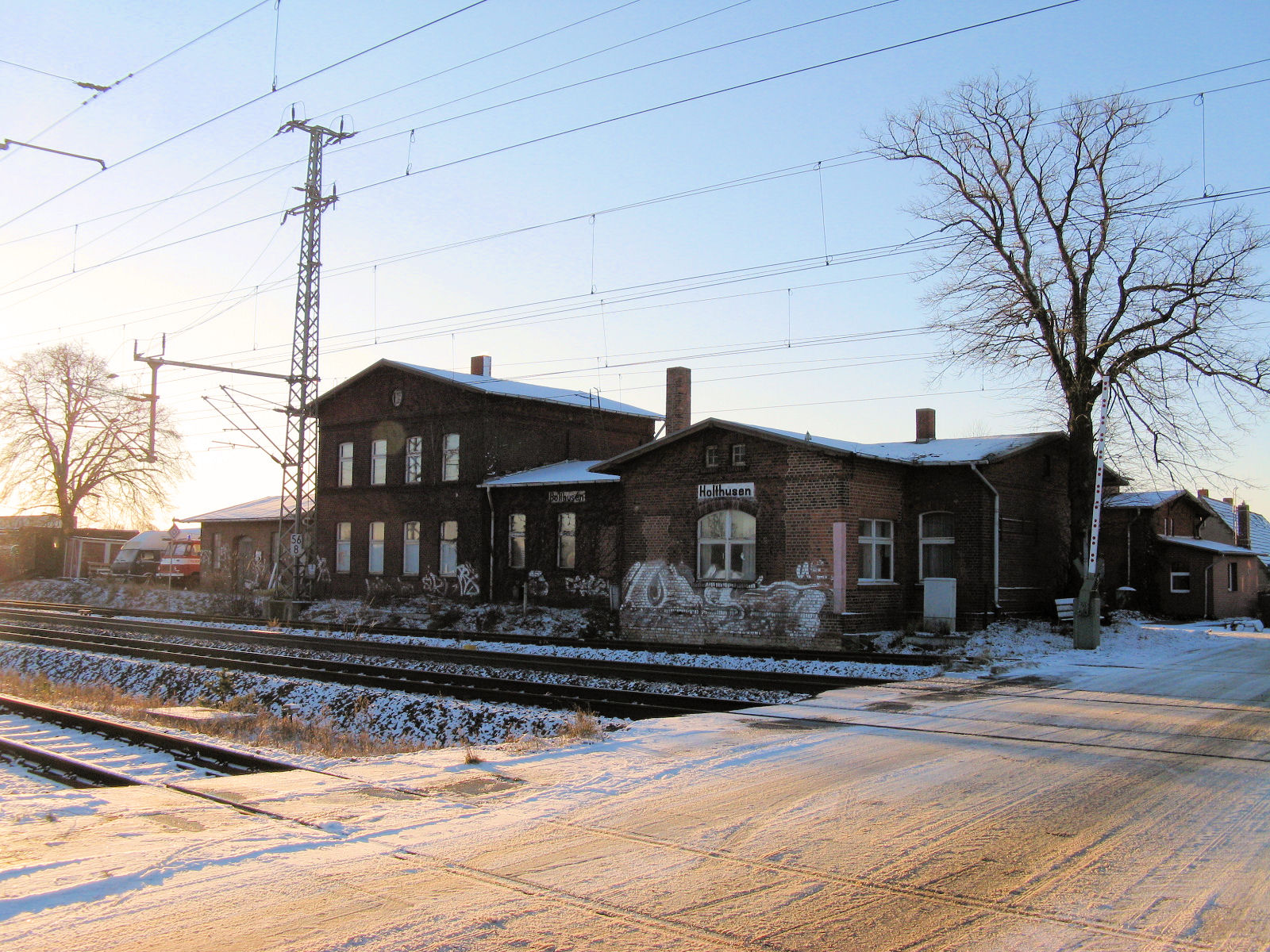
Bahnhof Holthusen. Von hinten nach vorne: die Gleise 1–4 und der beschrankte Bahnübergang.

Der Eisenbahnunfall von Holthusen  war der Auffahrunfall eines Schnellzuges auf eine Rangierlokomotive im Bahnhof Holthusen am 31. Dezember 1992 aufgrund eines Fahrdienstleiterfehlers.

## Ausgangslage

### Infrastruktur
Der Bahnhof Holthusen wies damals die Bahnsteiggleise 1–4 auf und das auf der anderen Seite des Gleises 1 gelegene Abstellgleis 5. Die Gleise 2 und 3 waren zugleich die Durchfahrgleise der zweigleisigen Bahnstrecke Ludwigslust–Wismar, die Gleise 1 und 4 die dazugehörenden Überholungsgleise. Die Verlängerung des Gleises 1 war zugleich die Ausfahrt für die damals eingleisige Bahnstrecke Hagenow Land–Schwerin–(Hamburg) Richtung Hagenow Land. Es waren zwei  Mechanische Stellwerke mit Lichthauptsignalen und einige Weichen mit elektrischen Antrieben vorhanden. Fahrstraßen waren nur für Zugfahrten vorhanden. Durchfahrten von und in die eingleisige Strecke nach Hagenow Land waren nur über Gleis 2 mit Befahren von zwei abzweigenden Weichen zugelassen.

### Betrieb
Im Bahnhof Holthusen wurde rangiert: Eine Lokomotive der Baureihe 346 (damals: Baureihe 106), mit zwei Mitarbeitern besetzt, hatte aus dem Anschlussgleis zu einem Tanklager einen Kesselwagen in das Abstellgleis 5 gezogen und sollte ihn nun auf einem anderen Gleis umfahren, um an seinem anderen Ende anzukuppeln.
Bevor das geschah, erfolgte aber zunächst um 7:16 Uhr die Durchfahrt des E 3756 durch den Bahnhof aus Richtung Schwerin in Richtung Hagenow über Gleis 2, am Ende des Bahnhofs der Wechsel von dort in Gleis 1 und weiter die Ausfahrt Richtung Hagenow Land nach Süden.
Der Schnellzug D 2731, gezogen von der Lokomotive 143 620, hatte Schwerin Hauptbahnhof in südlicher Richtung verlassen. Er befand sich mit etwa 50 Reisenden auf der Fahrt von Rostock nach Leipzig und näherte sich dem Bahnhof Holthusen von Norden.

## Unfallhergang
Nach Durchfahrt des Eilzuges vergaß der Fahrdienstleiter, die Weichenverbindung von Gleis 2 nach Gleis 1 wieder in die Grundstellung (gerade Lage) zu stellen, bevor er der Rangierfahrt zustimmte. Er hatte, da er in den Jahren zuvor hauptsächlich in der SED-Kreisleitung tätig war, wenig Routine. Es war erst seine zehnte eigenständige Schicht. Da zwischen dem rangierenden Personal und dem Fahrdienstleiter kein Rangierweg und kein Ziel für den Fahrtrichtungswechsel beim Umfahren des Güterwagens vereinbart war, befuhr dieses auch die nicht zurückgestellte Weichenverbindung von Gleis 1 in das Gleis 2. Das Rangierpersonal war zwar irritiert, dass der Fahrweg zum Umfahren des Güterwagens nicht über das dem Güterwagen nächstgelegene Gleis 1 erfolgte, sondern dass es nach Gleis 2 gelenkt wurde. Da aber über beide Wege, sowohl direkt über Gleis 1 als auch zunächst über Gleis 2 und von dort zurück auf Gleis 1, das Ziel (Gleis 5 Ostseite) erreicht werden konnte, erweckte dieser Umweg zunächst keinen Verdacht. Die Rangierlokomotive hielt dann in Gleis 2 vor der Weiche an, die es wieder auf Gleis 1 hätte lenken können, von dem aus ausschließlich die Einfahrt in Gleis 5 möglich war, wo ja der Güterwagen, Ziel der Rangierbewegung, stand. Die Weiche war aber geradeaus gestellt und nicht in Linkslage zurück zu Gleis 1.
Der Irrtum, dass die Lage der Weichenverbindung von der vorangegangenen Durchfahrt des Eilzugs noch Bestand hatte und die Rangierlokomotive dadurch unbeabsichtigt in das Gleis 2 gelenkt wurde, statt in Gleis 1 zu verbleiben, war vom Fahrdienstleiter unbemerkt geblieben. Ihm war zwar aufgefallen, dass die Rangierlok weiter gefahren war, als er das erwartete, bemerkte aber nicht, dass sie im Durchfahrgleis 2 statt im Überholungsgleis 1 stand. Er meinte vielmehr, sie befände sich immer noch in Gleis 1 und stellte die Fahrstraße für den D 2731 über das Durchfahrgleis 2 in Richtung Ludwigslust ein. Nun hätte er eine Fahrwegprüfung durchführen müssen, bevor er dem D 2731 die Durchfahrt durch den Bahnhof gestattete. Falls diese stattfand, erkannte er auch dabei noch nicht, dass die Rangierlokomotive Gleis 2 blockierte. Weiter musste er den Schnellzug zum nächsten Bahnhof abmelden und eine neben dem Empfangsgebäude gelegene Schranke bedienen. Als das alles erledigt war, gab er der Rangierabteilung das Signal, zum Güterwagen zurückzusetzen. Erst jetzt stellte er fest, dass die Rangierlokomotive nicht aus dem Gleis 1, sondern im Gleis 2 in Richtung seines Stellwerkes vorfuhr. Der Fahrdienstleiter forderte die beiden Männer sofort auf, ihre Lokomotive zu verlassen und sich in Sicherheit vor dem durchfahrenden Zug zu bringen, was ihnen auch gelang. Der Schnellzug hatte sich bereits so dicht genähert, dass er weder durch Zugfunk noch durch ein Zurückstellen des „Fahrt frei“ zeigenden Einfahrsignals aufzuhalten war.
Dem Lokomotivführer des Schnellzuges zeigte bei der Anfahrt auf den Bahnhof Holthusen das Einfahrsignal „Fahrt mit Höchstgeschwindigkeit“. Dies war auch eine Vorsignalisierung für das Ausfahrsignal, an dem ebenfalls 120 km/h zugelassen war. Nach dem Erkennen der vor ihm im Gleis stehende Rangierlokomotive blieb kaum mehr Bremsweg. Mit etwa 100 km/h kollidierte die Lokomotive des Schnellzuges um 7:23 Uhr mit der Rangierlokomotive. Die Wucht des Aufpralls war so groß, dass diese etwa 100 m mitgerissen wurde. Beide Lokomotiven verkeilten sich ineinander.

## Folgen
Der Triebfahrzeugführer des Schnellzuges konnte nur noch tot aus den Trümmern des Führerstandes geborgen werden. Ein Reisender sowie zwei Eisenbahner des Zugpersonals und ein Mitropa-Mitarbeiter wurden schwer verletzt und mussten mit dem Rettungshubschrauber in das Klinikum Schwerin geflogen werden. Fünf weitere Personen wurden leicht verletzt. Der Sachschaden betrug mehr als eine Million Deutsche Mark.
Im folgenden Strafverfahren vor dem Amtsgericht Schwerin wurde der Fahrdienstleiter am 21. Juni 1994 zu einer Geldstrafe auf Bewährung verurteilt. Dem Rangierpersonal wurde kein Vorwurf gemacht. Es hätte durch Nachfrage den Unfall zwar verhindern können, beging aber keine Pflichtverletzung, weil der Weg über Gleis 1 nicht vereinbart worden war. Die örtliche Fahrdienstvorschrift gab vor, dass der Weg im „erforderlichen Umfang“ anzugeben sei. Da beide Wege, sowohl direkt über Gleis 1 als auch zunächst über Gleis 2 und von dort zurück auf Gleis 1, zum Ziel (Gleis 5 Ostseite) führten, stellte sich diese Nachfrage nicht ohne weiteres.